# Ionisatiekamer

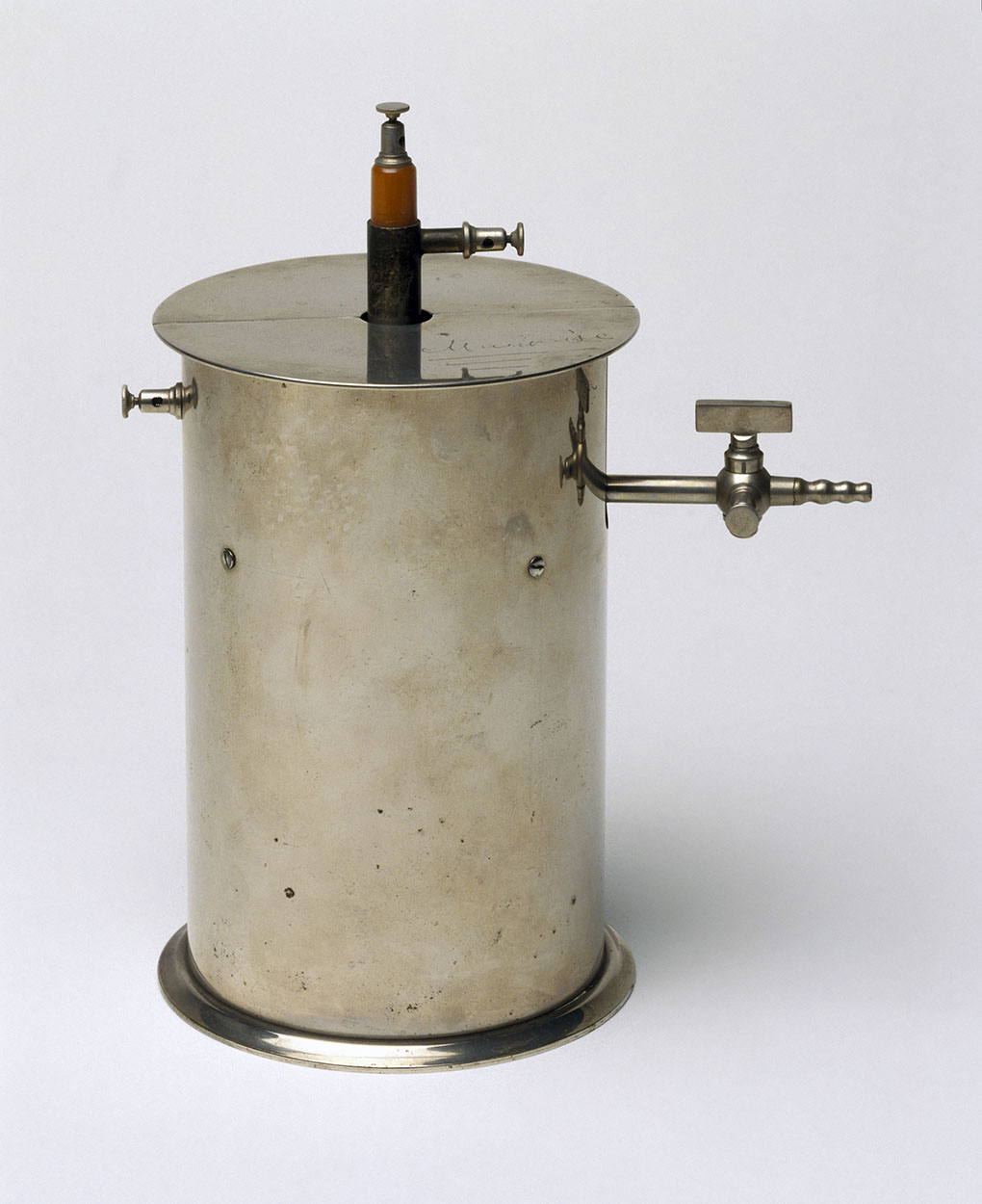
Ionisatiekamer gemaakt door Pierre Curie, links de kathode, boven de anode en rechts het ventiel

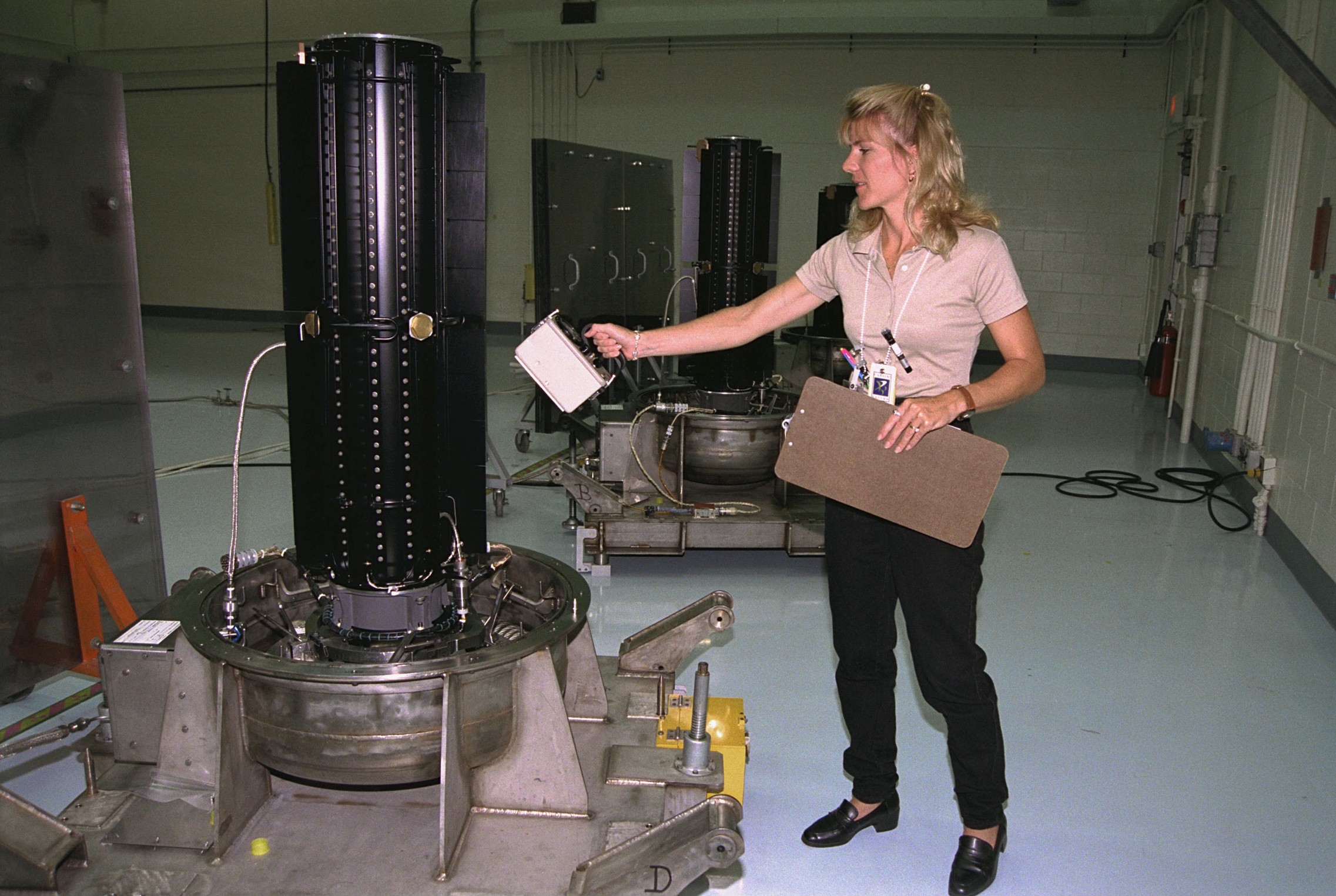
Ionisatiekamer in gebruik

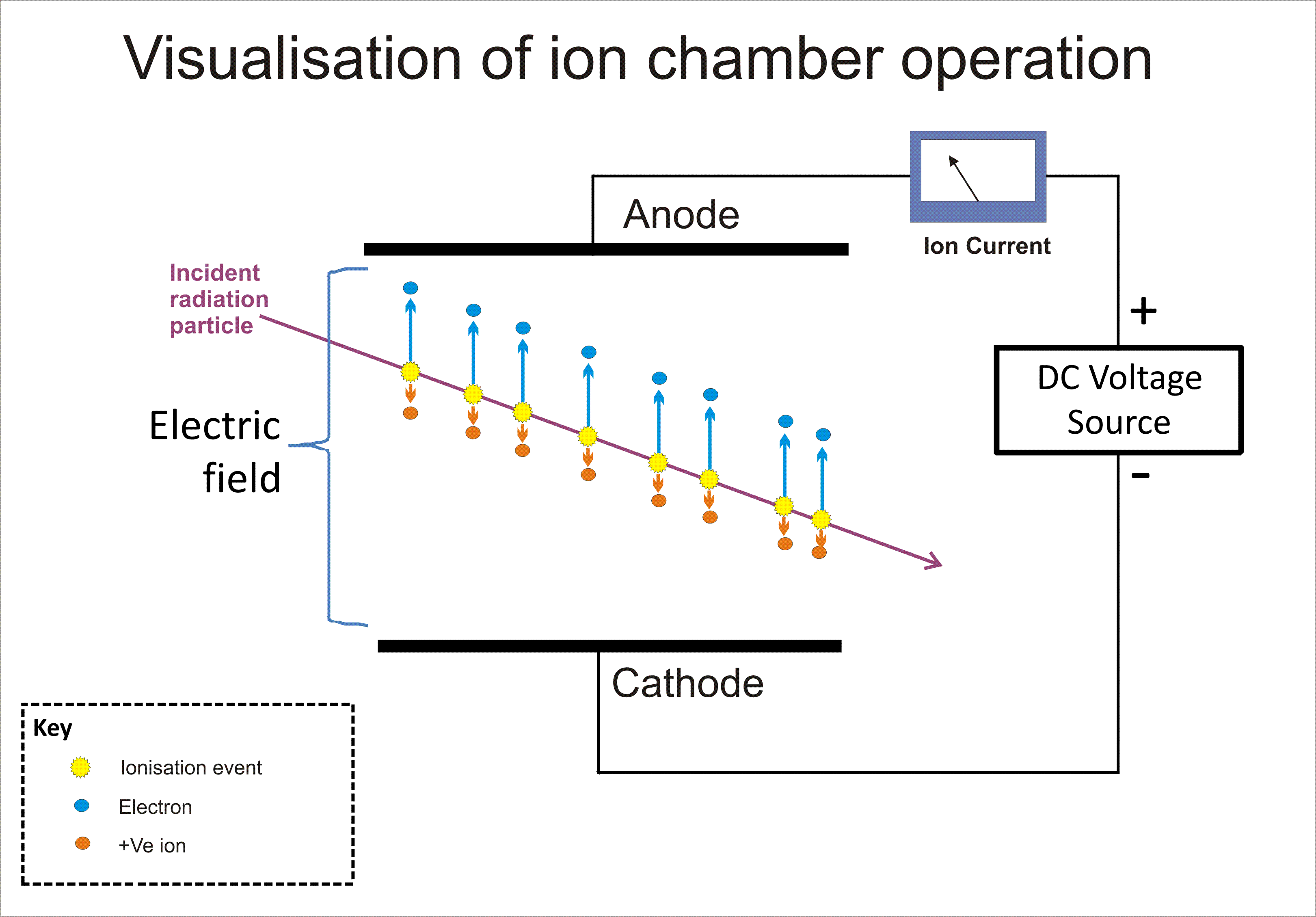
Schema

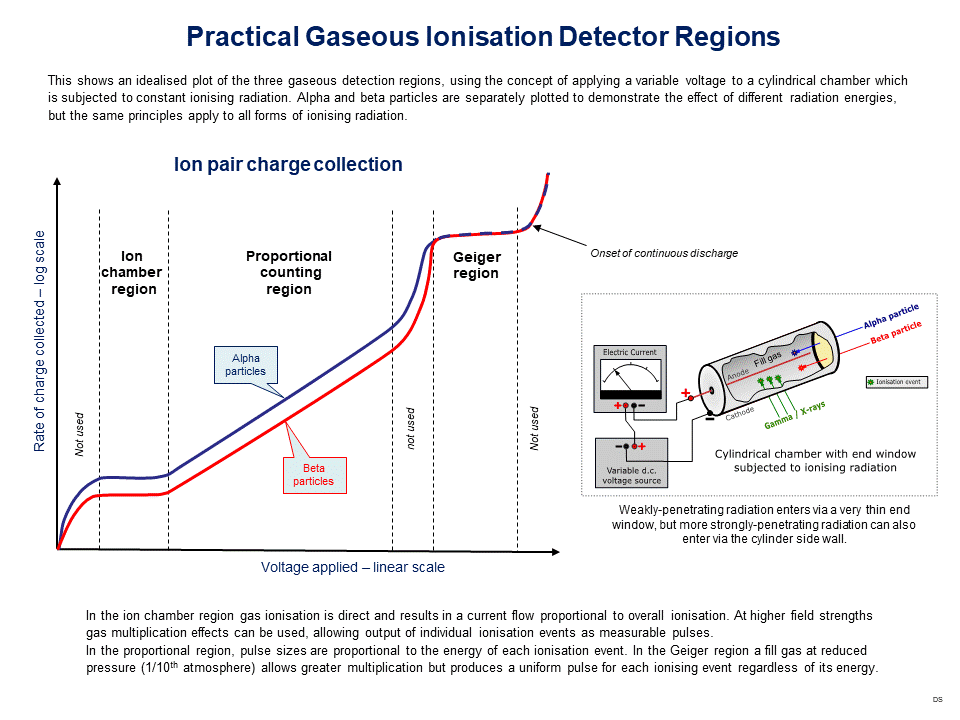
Elektrische stroom als functie van potentiaalverschil: de ionisatiekamer werkt bij een lager potentiaalverschil dan de proportionele teller of de geigerteller.

Een ionisatiekamer is een met gas gevulde kamer met een elektrisch veld die dient als meetinstrument voor ioniserende straling zoals röntgenstraling, gammastraling, bètastraling en alfastraling.
Ze vinden toepassing in rookmelders, kerncentrales, radiologie, onderzoek en beveiliging. In tegenstelling tot de proportionele teller of de geigerteller is het elektrisch veld in de ionisatiekamer te zwak voor versterking door het lawine-effect. Ionisatiekamers werken lineair over een breed bereik van energie en zijn goed geschikt voor sterke gammastraling boven 50 keV.

## Toepassingen
Ionisatiekamers worden toegepast in rookmelders, medische toepassingen en kernenergiecentrales. Ze bestaan al sinds de eerste experimenten met radioactiviteit.

### Rookmelders
Veel rookmelders maken gebruik van ionisatiekamers. Omgevingslucht komt binnen in de ionisatiekamer. De kamer bevat een kleine hoeveelheid americium-241, die alfastraling uitzendt die een constante elektrische stroom veroorzaakt in de ionisatiekamer. Als rook in de rookmelder komt, dan vermindert de elektrische stroom, omdat de ionen op de rookdeeltjes botsen. De rookmelder geeft dan alarm. Dikwijls is er een tweede, afgesloten ionisatiekamer. De rookmelder vergelijkt dan de elektrische stromen in beide kamers. Dit compenseert voor invloed van druk, temperatuur en veroudering van de bron.

### Medische toepassing
In radiologie en radiotherapie worden ionisatiekamers ingezet om te vergewissen dat de geabsorbeerde dosis overeenstemt met de voorgeschreven dosis.

### Nucleaire industrie
Ionisatiekamers vinden wijde toepassing in de nucleaire industrie, vooral voor hogere dosissen. Ze leven langer dan een geigerteller, die maar een levensduur van 1011 pulsen heeft omdat het gas veroudert. Een geigerteller kan door de dode tijd niet meer meten boven 104 pulsen per seconde.

## Werking
De ionisatiekamer is met gas gevuld en meet de ionenparen die in het gas ontstaan als gevolg van de ioniserende straling. Hiertoe zijn er twee elektroden: de positieve anode en de negatieve kathode met een potentiaalverschil van enkele 100 V ertussen.
Als de straling het gas ioniseert, ontstaan dus ionen en elektronen. De positieve ionen bewegen naar de negatieve kathode en de elektronen bewegen naar de positieve anode. Een elektrometer meet de kleine stroom die daarbij ontstaat in het bereik picoampère of femtoampère. De ionisatiekamer geeft zo een continu, analoog signaal, in tegenstelling tot een proportionele teller of een geigerteller die pulsen afgeven.
Soms bevat de elektronica een voorziening die hoorbare pulsen doet klinken zoals een geigerteller.
De ionisatiekamer kan op zichzelf geen gammastraling onderscheiden van bètastraling en kan geen energiespectrum bepalen van de straling.
Om een onderscheid te maken tussen gammastraling en bètastraling is er dikwijls een afneembaar scherm, dat bètastraling tegenhoudt en enkel gammastraling doorlaat.

## Gasdruk
De kamer kan open of gesloten zijn. Gesloten kamers kunnen werken bij atmosferische druk, lage druk of hoge druk.

### Open kamer
Dit is een open kamer naar de vrije lucht. Een voorbeeld is de branddetector, waarbij rook de stroom als gevolg van ionisatie verandert.

### Atmosferische kamer
Dit zijn cilindrische kamers onder atmosferische druk. Om drukschommelingen op te vangen is er een ventiel. Daarbij hoort een droogmiddel om vocht buiten te houden. Vocht verstoort een ionisatiekamer. De kamer moet volledig droog zijn en de open types moeten een voorzien zijn van een droogmiddel.
Omdat de elektrische stromen zo klein zijn verstoort elke lekstroom die.
Een klein beetje vocht op een kabel of een stekker kan de meting al in de war sturen.
De kamer moet daartoe grondig gereinigd worden en dan gedroogd in een oven.
Stekkers worden uitgerust met speciale beveiligingsringen voor een weerstand boven 1013 Ω.
De kamer bestaat uit enkele mm aluminium of kunststof met moleculaire massa vergelijkbaar met lucht.
Het eindvenster bestaat dikwijls uit dun materiaal zoals polyethyleentereftalaat, dat bètastraling doorlaat.

### Lagedrukkamer
Dit zijn afgesloten met gas gevulde kamers die iets boven atmosferische druk werken. Ze hebben geen ventiel of droogmiddel nodig en zijn gevoeliger omdat ze geen zuurstof bevatten dat elektronagatief is en dus negatieve ionen vormt die de positieve ionen kunnen neutraliseren. Het eindvenster voor bètastraling bestaat gewoonlijk uit 25 µm roestvast staal, titanium of aluminium of beryllium. Het vulgas is doorgaans een edelgas: argon, krypton of xenon

### Hogedrukkamer
Met meer gasdruk bijvoorbeeld 1 MPa verhoogt de efficiëntie van de kamer.
Om de druk te weerstaan moeten de wanden dikker zijn. Daardoor werken ze niet voor bètastraling en enkel voor gammastraling.

## Vorm
Er bestaan uitvoeringen met een cilinder als kathode met een coaxiale draad als anode en uitvoeringen met vlakke, evenwijdige platen (Parallel Plate Ionization Chambers: PPIC).

### Cilinder
De meest toegepaste vorm is een metalen cilinder als kathode met een coaxiale draad als anode.

### Evenwijdige vlakke platen
Kamers met vlakke evenwijdige platen zien eruit als een schijf. De vlakke, platen zijn schijfvormig en zitten circa 2 mm van elkaar. De bovenste plaat is dun. Zo kan de detector dichter bij de bron komen dan bij de cilindervorm.

## Uitvoeringen
Er bestaan twee uitvoeringen: de integrale uitvoering, waarbij de ionisatiekamer en de bijbehorende elektronica in dezelfde behuizing zitten en de uitvoering in twee stukken, waarbij de ionisatiekamer en de elektronica afzonderlijk zijn en verbonden met een soepele elektrische kabel.
Bij hoge dosissen is de ionisatiekamer het meest geschikt. De ionisatiekamer bevindt zich dan op de plaats van de meting en de elektronica bevindt zich verder weg om ze te beschutten tegen de ioniserende straling.
Als de elektronica verder weg staat, wordt de ionisatiekamer in een tweede behuizing ondergebracht met een droogmiddel erin.
Als de ionisatiekamer ver weg staat van de elektronica, dan kan elektromagnetische straling storende elektrische stromen doen vloeien in de kabel. De kabel moet dus goed afgeschermd zijn. Het is ook mogelijk om een analoog-digitaalomzetter dichter bij de ionisatiekamer te plaatsen, die de kleine elektrische stroom omzet in een digitaal signaal met pulsen, dat niet verstoord wordt door elektromagnetische straling.